# ダカリーヤ県
ダカリーヤ県（ダカリーヤけん、アラビア語: محافظة الدقهلية、Dakahlia Governorate）は、エジプトの県。県都はマンスーラ。面積3,471km²、人口4,985,187人。

## 地理
エジプト北部、ナイルデルタの北東部、カイロの北東に位置する。北をディムヤート県、南をガルビーヤ県、東をブールサイード県に接する。
- ディムヤート県
- ポートサイド県
- シャルキーヤ県
- カリュービーヤ県
- ガルビーヤ県
- カフル・アッシャイフ県

## 出身有名人
- ウム・クルスーム - 歌手
- 大砂嵐金崇郎 - 大相撲力士